# Otakar Karlas
Otakar Karlas (* 26. prosinec 1956, Praha) je český grafik, typograf a pedagog.

## Život
Synem typografa Otakara Karlase (1916–1990). Studoval na SPŠ grafické v Praze a na VŠUP tamtéž ve Speciálním ateliéru knižní kultury a písma u Milana Hegara. V letech 1985–1994 vedl oddělení grafické úpravy tiskovin na SPŠ grafické v Praze, od roku 1997 je externím pedagogem Institutu tvůrčí fotografie FPF SU v Opavě. Od roku 1998 pedagogicky působí na pražské VŠUP.

## Dílo
Navrhl řadu typografických plakátů výstavních (UPM, NG, FAMU), divadelních (Divadlo za branou II) a autorských filmových (Kino Ponrepo). Graficky upravil knihy pro různá česká nakladatelství (např. Albatros, Český spisovatel, Herrmann & synové, Kalich, Kant, Mladá fronta, Paseka) a pro výstavní instituce (NG, UPM, ITF). Navrhoval autorské knižní vazby a značky.
Podílel se na grafickém řešení československého pavilonu na výstavě EXPO ’92 (Sevilla). Nakladatelství Sursum vydalo v roce 1994 jeho autorskou knihu Repoetitorium. Její poetickotypografický koncept je založen na užití písem minulosti (texty Přemysl Rut, typografie Otakar Karlas a Karel Čapek).
Společně s Martinem Klimešem navrhoval české akcenty k písmům Adobe Type Library. Je členem TypoDesignClubu. S Františkem Štormem spolupracoval na digitalizaci písem Johna Baskervilla, Justuse Ericha Walbauma a Preissigovy antikvy z roku 1925. Vojtěchu Preissigovi věnoval i odbornou studii Typografická písma Vojtěcha Preissiga (2009).

Zastoupen ve sbírkách: Moravská galerie v Brně, Muzeum plakátu Lahti, Uměleckoprůmyslové museum, Praha.

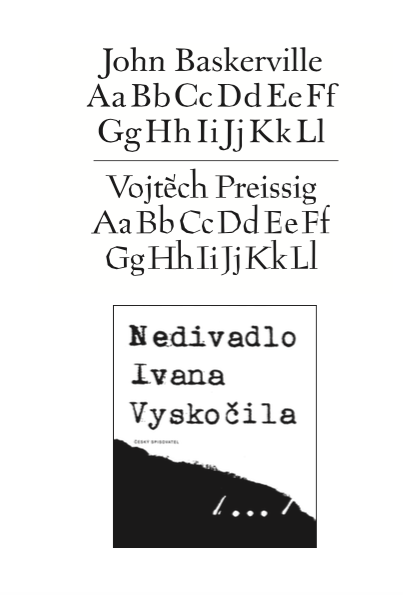
Preissig Antikva Pro (1998) a Baskerville (2000).Obálka Nedivadlo Ivana Vyskočila (1996)